# جايمي بريسلي
جايمي إليزابيث بريسلي (بالإنجليزية: Jaime Elizabeth Pressly) مواليد 30 يوليو 1977 في كارولاينا الشمالية، الولايات المتحدة، هي ممثلة وعارضة أزياء أمريكية بدأت مسيرتها الفنية عام 1997. كما أنها من الفائزات بجائزة إيمي. اشتهرت بأدائها لدور جوي تارنر في مسلسل السيتكوم اسمي إيرل وألذي عرض في هيئة الإذاعة الوطنية (NBC) من سنة 2005 إلى سنة 2009 ترشحت بسببه لجائزتي إيمي وفازت بواحدة كما ترشحت بسببه لنيل جائزة غولدن غلوب وجائزة نقابة ممثلي الشاشة، مثلت في أفلام سم اللبلاب: الاغراء الجديد في سنة 1997 ومثلت في فيلم جو القذر في سنة 2001 وفيلم دي أو أي : ميت أو حي في سنة 2006 وفيلم أحبك يا رجل في سنة 2009.

## بداية حياتها
ولدت بريسلي في بلدة كينستون في ولاية كارولينا الشمالية، لأبويين مسيحيين، والدتها بريندا سو سميث هي معلمة رقص ووالدها جيمس ليستون بريسلي هو تاجر سيارات. في سنة 1992 إنتقلت مع عائلتها إلى كوستا ميسا في كاليفورنيا حيث أنهت دراستها الثانوية هناك.
 تدربت أنثاء صغرها على الجمباز لتنتقل بعدها إلى عروض الأزياء.

## المهنة

### الموضة وبداية التمثيل
في عمر ال14 كان أول ظهور لبريسلي في مجلة تين، أصبحت بعدها عارضة الأزياء الناطقة باسم مركز بحث عارضات الغلاف الدولي. في عمر ال15 تركت المدرسة لتنتقل إلى اليابان لتوقيع عقد للعمل في عرض الأزياء هناك، في عمر 15 نجحت بريسلي بالحصول على اذن تحرر القصر من والديها مما جعلها قادرة على السفر إلى اليابان دون الحاجة لإذن والديها.
في سنة 1997 مثلت دور فيوليت في فيلم سم اللبلاب: الاغراء الجديد. ثم مثلت دور نيكي في المسلسل القصير بوش في سنة 1998. بنفس السنة مثلت دور ميكا في مسلسل مورتال كومبات: كونكيست. من سنة 1999 إلى سنة 2001 مثلت دور أودري في مسلسل جاك وجيل، في سنة 2000 مثلت في فيلم بور وايت تراش حيث لعبت دور ساندي ليك. في 2001 مثلت دور بريسيلا في فيلم لا لفيلم مراهقين آخر. في نفس السنة مثلت دور جيل في فيلم جو القذر.
في 2001 أصبحت العارضة الناطقة باسم ليز كلايبورن لمستحضرات التجميل. في سنة 2002 إحتلت المركز الثامن في مجلة ستاف «لأكثر 102 امرأة مثيرة في العالم»، في سنة 2003 أصبحت عارضة مجلة جي أمي للملابس الداخلية ولملابس النوم وللملابس الجاهزة. في 2006 إحتل إسمها المركز 34 في مجلة مكسيم، في مارس 1998 وفبراير 2004 ظهر كعارضة عارية في مجلة بلاي بوي وفي مايو 2006 ظهرت عارية في مجلة ألور.

### السينما والتلفاز
مثلت بريسلي في عدة مسلسلات، في سنة 2002 مثلت دور ميلي وهي حورية بحر تحاول العثور على الحب في مسلسل المسحورات، ظهرت جيمي بريسلي كضيفة شرف في مسلسلات وبرامج عدة مثل توايلايت زون وفاستلين ولاس فيغاس وبيكر ونايت مان وسيلك ستولكنغ وظهرت أيضاً في إحدى مقالب برنامج بانكد. في سنة 2005 بدأت بريسلي بتمثيل دور جوي تارنر في مسلسل اسمي إيرل وحصلت من خلاله على جائزة إيمي كأفضل ممثلة مساعدة في مسلسل كوميدي. ظهرت بريسلي في أغنية Fever حيث غنتها مع فرقة ذا بوسيكات دولز، كما ظهرت في عدة أغاني أخرى مثل أغنية The Space Between في سنة 2001 مع فرقة ديف ماتيوس وأغنية Girls of Summer لأيروسميث في سنة 2002، كما ظهرت في غلاف أغنية Tainted Love لمارلين مانسن. وفي 2006 قدمت أول نسخة لبرنامج في إتش روك هونورس.
بريسلي أيضاً عملت كمنتجة لفيلم Death to the Supermodels في سنة 2005 وألذي مثلت به أيضاً، في أكتوبر 2006 قامت بتقديم برنامج ساترداي نايت لايف، بعد ذلك مثلت في مسلسل ماد تي في في الموسم الحادي عشر منه وألذي أدت دور هيلاري كلينتون فيه. في ديسمبر 2009 أعلن أنها ستكون ضيفة شرف في مسلسل قواعد الارتباط حيث لعبت دور الأم البديلة لجيف وأودري (باتريك واربرتون وميغين برايس. في سنة 2011 مثلت دور جيمي لي في مسلسل السيتكوم أنا أكره إبنتي وألذي عرض على قناة فوكس. في سنة 2013 مثلت دور جينيفر دويل في مسلسل جينيفر فولس حيث مثلت دور أم لفتاة مراهقة يتم طردها من عملها لتعمل نادلة في مقهى أخيها.

## الحياة الشخصية
ذكرت بريسلي إنها عانت من النهم العصبي أثناء المراهقة. في سنة 1997 بدأت بمواعدة الممثل والكوميدي ماريو لوبيز وإنفصلت عنه بعد عام، وفي سنة 2000 بدأت بمواعدة الممثل سيمون ريكس، في سنة 2004 بدأت بمواعة الدي جاي إريك كالفو وأنجبت منه أول أولادها ديزي في سنة 2007، في سنة 2008 إنفصلت عن كالفو. في سنة 2009 إرتبطت بالمحامي سيمران سينغ وإحتفلا بخطوبتهم في يوليو 2009 وتزوجا في سبتمبر 2009 بحفل على الشاطئ. بعد عام من حفل الزفاف أعلنا انفصالهما بسبب تزايد الخلافات بينها وبين زوجها وفي 2011 إنتهت علاقتهما بالطلاق. قبل طلاقها بإسبوعين تم القبض عليها بتهمة القيادة تحت تأثير الكحول. أعترف بعد ذلك أنها عانت 3 سنوات الإدمان من الكحول. في 2006 ذكرت لمجلة إسكواير أنها كانت أحد الأشخاص ألذين حجزوا تذكرتهم لإستقلال إحدى الطائرات التي ضربت برجي التجارة العالمي في نيويورك في 11 سبتمبر 2001 لكنها قررت تغيير الرحلة في صباح ذلك اليوم لأنها وجدت بموعد مبكر. في 2011 بدأت بالارتباط مع حمزي حجازي، وفي 2017 أنجبت إبنين توأم منه ليو ولينون.

## الأعمال

### أفلام
| السنة | العنوان                         | الدور           | ملاحظات                  |
| ----- | ------------------------------- | --------------- | ------------------------ |
| 1996  | ميرسناري                        | فتاة مراهقة     |                          |
| 1997  | سم اللبلاب: الاغراء الجديد      | فيوليت          |                          |
| 1997  | الرحلة: تجربة                   | آليسون          |                          |
| 1997  | ضد القانون                      | سالي            |                          |
| 1998  | كانت هاردلي وايت                | بيث             |                          |
| 1998  | رينغماستر                       | أنجل زورزاك     |                          |
| 1999  | إنفرنو                          | دوتي ماتيوس     |                          |
| 2000  | 100 فتاة                        | سينثيا          |                          |
| 2000  | بور وايت تراش                   | ساندي           |                          |
| 2001  | لا لفيلم مراهقين آخر            | بريسيلا         | رشحت لنيل جائزة إم تي في |
| 2001  | تيكر                            | كلير ماننغ      |                          |
| 2001  | جو القذر                        | جيل             |                          |
| 2001  | تومكاتس                         | تريسيا          |                          |
| 2202  | جزيرة الشيطان                   | تينا            |                          |
| 2004  | توركي                           | تشاينا          |                          |
| 2005  | الموت لعارضات الازياء           | تيفاني كورتني   | منتجة                    |
| 2006  | حفل فيغاس لتوديع العزوبية       | نفسها           |                          |
| 2006  | دي أو أي : ميت أو حي            | تينا أرمسترونغ  |                          |
| 2008  | هورتن يسمع هووو!                | السيدو كويليغان | ممثلة صوت                |
| 2009  | أحبك يا رجل                     | دينيس مكلين     |                          |
| 2010  | الجمال والحقيبة                 | كيت وايت        |                          |
| 2010  | مونث رول 6                      | كلير            |                          |
| 2012  | الأوغيلوفس ورحلة البالون الكبير | لولا سومبريرو   |                          |
| 2014  | فايندرس كيبرس                   | أليسون سيمون    |                          |
| 2014  | المنزل المسكون 2                | ميغان           |                          |
| 2014  | صنع الأحكام                     | أبي             | منتجة منفذة              |
| 2017  | أوستن فاوند                     | كريستال كليمنز  |                          |

### التلفاز
| السنة         | العنوان                 | الدور            | الملاحظات |
| ------------- | ----------------------- | ---------------- | --- |
| 1998          | بوش                     | نيكي لانغ        | دور بطولة |
| 1998          | سيلك ستولمنغس           | كارا ديلاني      | حلقة: "حيوان المعلمة" |
| 1998          | رجل الليل               | إيفيت            | حلقة: "رؤية مزدوجة" |
| 1998-1999     | مورتال كومبات: كونكيست  | ميكا             | حلقة 3 |
| 1999-2001     | جاك وجيل                | أودري غريفن      | بطولة |
| 2000          | أفضل ممثلات             | كارين كرول       | فلم تلفزيوني |
| 2001          | الذهاب إلى كاليفورنيا   | كيلي غوارتز      | حلقة: "هذا العام لعارضة الأزياء" |
| 2002          | المسحورات               | ميلي             | حلقة: "ذيل الساحرة، الجزء الأول" |
| 2002          | ذا توايلايت زون         | سيندي            | Episode: "سيندي الحساسة" |
| 2002          | مخطوطات جوني            | تشارلي           | فيلم تلفزيوين |
| 2003          | فاستلين                 | سارا ماتيوس      | حلقة: "ربط الحزام" |
| 2003          | بيكر                    | غريس             | حلقة: "شقيقات يغنمون في تركيا" |
| 2004          | العائلة السعيدة         | أليكس            | تناوبي |
| 2004          | كلب الكاراتيه           | أشلي ولكنسون     | فلم تلفزيوني |
| 2004          | إيف نيفل                | ليندا بورك       | فلم تلفزيوين |
| 2005          | حاشية                   | نفسها            | حلقة: "الماسيراتي خاصتي فعلت 185" |
| 2005–09       | اسمي إيرل               | جوي تارنر        | البطولة (96 حلقة) جائزة إيمي برايم تايم لأفضل ممثلة مساعدة في مسلسل كوميدي ‏ Nominated – جائزة غولدن غلوب لأفضل ممثلة مساعدة - مسلسل، أو مسلسل قصير أو فيلم تلفزيوني Nominated – جائزة إيمي برايم تايم لأفضل ممثلة مساعدة في مسلسل كوميدي ‏ Nominated – جائزة ساتلايت لأفضل ممثلة مساعدة - مسلسل أو مسلسل قصير أو فيلم تلفزيوني Nominated – جائزة نقابة ممثلي الشاشة للأداء المتميز لممثلة في مسلسل كوميدي ‏ |
| 2006          | ماد تي في               | نفسها            | حلقة: "11.13" |
| 2006          | لاس فيغاس               | كيري كوالسكي     | حلقة: "قيوط قبيح" |
| 2006          | ساترداي نايت لايف       | نفسها/مذيعة      | حلقة: "جيمي بريسلي/كورين بايلي راي" |
| 2009          | ريكس                    | جيمي             | فيلم تلفزيوني |
| 2010          | قواعد الارتباط          | بام ميلتون       | 2 حلقة |
| 2010          | شاشة الدخان             | بريت شيلي        | فيلم تلفزيوني |
| 2010          | العيش على المصلي        | ستيف             | فيلم تلفزيوني |
| 2011          | رايسنغ هوب              | دونا             | 3 حلقات |
| 2011–2012     | أنا أكرة إبنتي المراهقة | آني واتسون       | بطولة (13 حلقة) |
| 2012          | فتيات سيئات             | ميليندا          | فيلم تلفزيوني |
| 2012          | أفضل إعلان فوتي         | دينيس            | فيلم تلفزيوني |
| 2013          | رجلان ونصف              | تامي             | 2 حلقة |
| 2013          | فارس وفادي              | روزي             | صوت حلقة: "Mind Share" |
| 2013          | ميليسا وجوي             | ميريديث          | حلقة: "نوع عيد ميلاد جديد" |
| 2014          | لعبة هوليوود الليلية    | نفسها            | حلقة: "50 حزورة من غراي" |
| 2014          | روبول دراق ريس          | نفسها (ضيفة شرف) | حلفقة: "دراغ كوين الكوميدية" |
| 2014          | الحر في كليفلاند        | كيلي             | حلقة: "مفاجأة!" |
| 2014          | جينيفر فولس             | جينيفر دويل      | البطولة |
| 2014–حتى الآن | أم                      | جيل كيندال       | 57 حلقة دور تناوبي (موسم 2) البطولة (موسم 3–حتى الآن) |
| 2017          | ذا غست بوك              | كريستي           | حلقة: "قصة أربعة" |

### فيديوهات موسيقية
| السنة | الفنان          | الأغنية       |
| ----- | --------------- | ------------- |
| 2001  | فرقة ديف ماتيوس | ذا سبيس بتوين |
| 2002  | أيروسميث        | فتيات الصيف   |
| 2002  | مارلين مانسن    | حب ملوث       |
| 2003  | يونغبلودز       | لين لو        |
| 2010  | جيرون لوينشتاين | أصلي لك       |
| 2013  | مايكل بوبليه    | أنه ليوم جميل |

### ألعاب فيديو
| السنة | العنوان     | الدور        | ملاحظات |
| ----- | ----------- | ------------ | ------- |
| 2008  | ساينتس رو 2 | جيسيكا باريش | صوت     |

## روابط خارجية
- جايمي بريسلي على موقع IMDb (الإنجليزية)
- جايمي بريسلي على موقع ألو سيني (الفرنسية)
- جايمي بريسلي على موقع ميوزك برينز (الإنجليزية)
- جايمي بريسلي على موقع أول موفي (الإنجليزية)
- جايمي بريسلي على موقع قاعدة بيانات الأفلام السويدية (السويدية)
- جايمي بريسلي على موقع إن إن دي بي (الإنجليزية)
- جايمي بريسلي على موقع قاعدة بيانات الفيلم (الإنجليزية)
- جايمي بريسلي على موقع كينوبويسك (الروسية)